# Козлівська селищна рада
Ко́злівська се́лищна ра́да — адміністративно-територіальна одиниця та орган місцевого самоврядування в Козівському районі Тернопільської області. Адміністративний центр — селище міського типу Козлів.

## Загальні відомості
Козлівська селищна рада утворена в 1967 році.
- Територія ради: 0,96 км²
- Населення ради: 2 618 осіб (станом на 2001 рік)
- Територією ради протікають річки Восушка, Цицорка

## Населені пункти
Селищній раді підпорядковані населені пункти:
- смт Козлів
- с. Дмухівці

## Склад ради
Рада складається з 16 депутатів та голови.
- Голова ради: Колісник Володимир Михайлович
- Секретар ради: Журавель Надія Романівна

### Керівний склад попередніх скликань
| Прізвище, ім'я, по батькові   | Основні відомості                                                                     | Дата обрання | Дата звільнення |
| ----------------------------- | ------------------------------------------------------------------------------------- | ------------ | --------------- |
| Колісник Володимир Михайлович | Селищний голова, 1964 року народження, освіта вища, член Демократичної партії України | 26.03.2006   | 31.10.2010      |
| Колісник Володимир Михайлович | Селищний голова, 1964 року народження, освіта вища, безпартійний                      | 31.10.2010   |                 |

Примітка: таблиця складена за даними сайту Верховної Ради України

### Депутати
За результатами місцевих виборів 2010 року депутатами ради стали:

#### За суб'єктами висування
| Суб'єкт висування                       | Кількість обраних депутатів | %    |
| --------------------------------------- | --------------------------- | ---- |
| Самовисування                           | 13                          | 81,3 |
| Політична партія «Громадянська позиція» | 3                           | 18,8 |

#### За округами
| № округу                                | Прізвище, ім'я, по батькові       | Дата визнання обраним | Освіта             | Партійна приналежність | Відомості про обраного депутата                 |
| --------------------------------------- | --------------------------------- | --------------------- | ------------------ | ---------------------- | ----------------------------------------------- |
| Політична партія «Громадянська позиція» |                                   |                       |                    |                        |                                                 |
| 10                                      | Гбур Ігор Степанович              | 03.11.2010            | середня            | позапартійний          | підприємець                                     |
| 11                                      | Гбур Степан Степанович            | 03.11.2010            | середня            | позапартійний          | підприємець                                     |
| 12                                      | Янішевський Іван Володимирович    | 03.11.2010            | вища               | позапартійний          | підприємець                                     |
| Самовисування                           |                                   |                       |                    |                        |                                                 |
| 1                                       | Янішевський Володимир Ярославович | 03.11.2010            | середня спеціальна | позапартійний          | ТДТУ, студент                                   |
| 2                                       | Леник Анатолій Ярославович        | 03.11.2010            | середня            | позапартійний          | ТОВ"Агропродсервіс інвест", бригадир            |
| 3                                       | Петрович Василь Теодорович        | 03.11.2010            | середня спеціальна | позапартійний          | с. ОришківціЛановецькийрайон, священик          |
| 4                                       | Мриглод Володимир Степанович      | 03.11.2010            | середня спеціальна | позапартійний          | тимчасово не працює                             |
| 5                                       | Журавель Надія Романівна          | 03.11.2010            | вища               | позапартійна           | смт. Козлівселищна рада, секретар виконкому     |
| 6                                       | Ситник Ярослав Володимирівна      | 03.11.2010            | середня спеціальна | позапартійна           | смт. Козлівселищна рада, спеціаліст 1 категорії |
| 7                                       | Давид Богдан Іванович             | 03.11.2010            | середня спеціальна | позапартійний          | ТОВ"Агропродсервіс інвест ", економіст          |
| 8                                       | Капеняк Теодор Бориславович       | 03.11.2010            | вища               | позапартійний          | Козлівспиртзавод, інженер-механік               |
| 9                                       | Янішевський Володимир Ярославович | 03.11.2010            | вища               | позапартійний          | тимчасово не працює                             |
| 13                                      | Хринівський Любомир Степанович    | 03.11.2010            | вища               | позапартійний          | с. Зарваниця, вчитель                           |
| 14                                      | Сурмінський Анатолій Франкович    | 03.11.2010            | вища               | позапартійний          | пенсіонер                                       |
| 15                                      | Крокош Станіслав Станіславович    | 03.11.2010            | вища               | позапартійний          | тимчасово не працює                             |
| 16                                      | Грицько Ігор Ярославович          | 03.11.2010            | вища               | позапартійний          | Козлівспиртзавод, інженер-будівельник           |